# 周末画报
周末画报是中華人民共和國一份報紙。

## 歷史
周末画报於1980年2月16日创刊，一開始由岭南美术出版社创办和出版，而且為双周刊，1983年4月起改为周报。當時該報是以刊载连环画为主的小报。1998年改版成全彩色印刷的杂志式周报。2010年11月12日，周末画报發佈ipad应用iweekly。週末畫報後來成為现代传播旗下的報紙。